# Vailhourles
Vailhourles är en kommun i departementet Aveyron i regionen Occitanien i södra Frankrike. Kommunen ligger  i kantonen Villefranche-de-Rouergue som ligger i arrondissementet Villefranche-de-Rouergue. År 2022 hade Vailhourles 651 invånare.

## Befolkningsutveckling
Antalet invånare i kommunen Vailhourles
Referens: INSEE